# 時宗
時宗（じしゅう）は、鎌倉時代末期に興った浄土教の一宗派の日本仏教。開祖は一遍。鎌倉仏教のひとつ。総本山は神奈川県藤沢市の清浄光寺（通称遊行寺）。

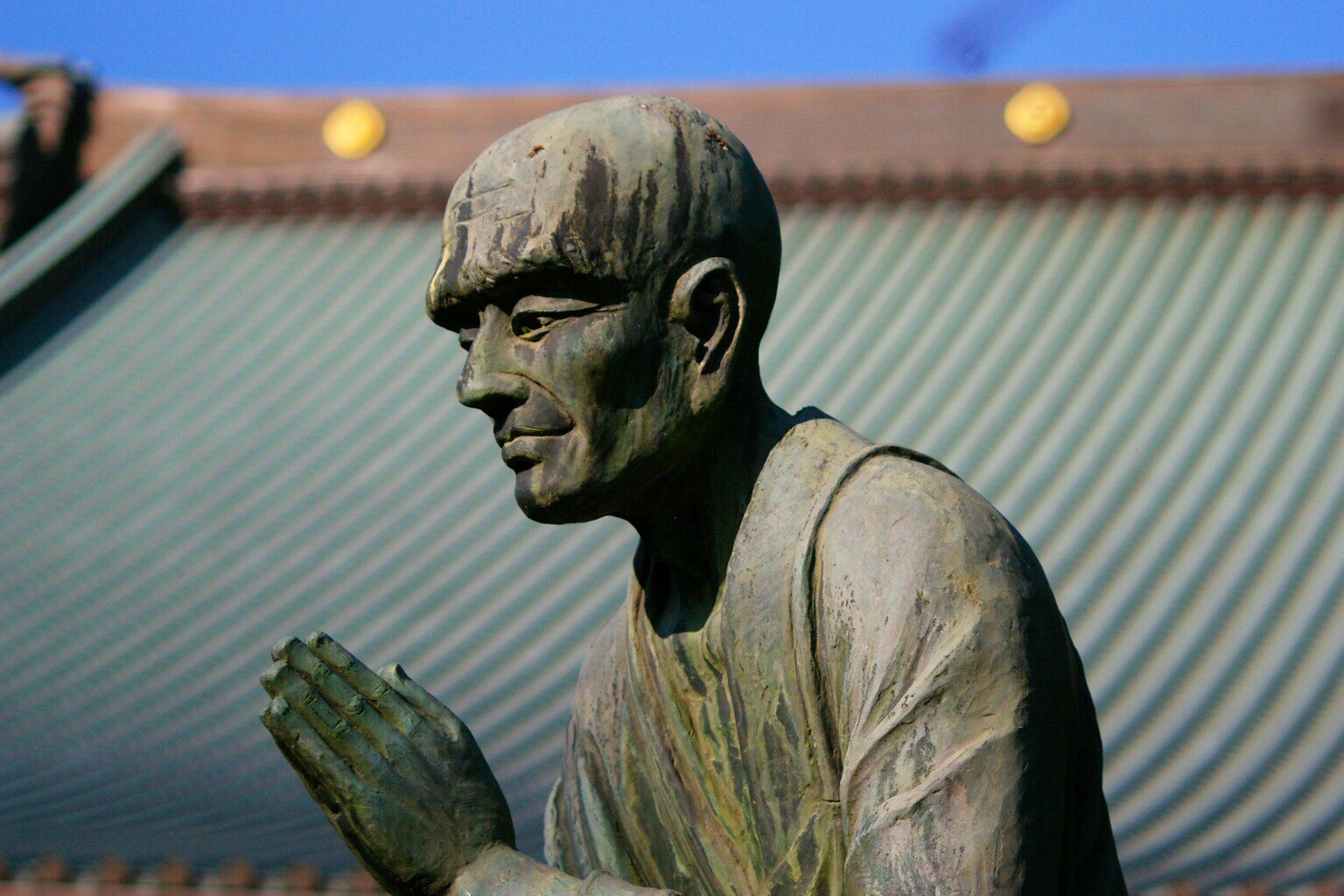
時宗の開祖・一遍像。藤沢市清浄光寺。

## 時衆と時宗
他宗派同様に「宗」の字を用いるようになったのは、江戸時代以後のことである。開祖とされる一遍には新たな宗派を立宗しようという意図はなく、その教団・成員も「時衆」と呼ばれた。末尾に附した文献を見ても明らかなように、研究者も室町時代までに関しては時衆の名称を用いている。時衆とは善導の「観経疏」の一節「道俗時衆等、各發無上心」から来ており、一日を6分割して不断念仏する集団（ないし成員）を指し、古代以来、顕密寺院にいた。「時宗」と書かれるようになったのは、1633年（寛永10年）の『時宗藤沢遊行末寺帳』が事実上の初見である。一遍が布教していた同じ時期に、全く別個に一向俊聖も同じような思想を持って布教を行っていた。

## 思想
浄土教では阿弥陀仏への信仰がその教説の中心である。融通念仏は、一人の念仏が万人の念仏と融合するという大念仏を説き、浄土宗では信心の表れとして念仏を唱える努力を重視し、念仏を唱えれば唱えるほど極楽浄土への往生も可能になると説いた。
時宗では、阿弥陀仏への信・不信は問わず、念仏さえ唱えれば往生できると説いた。仏の本願力は絶対であるがゆえに、それが信じない者にまで及ぶという解釈である。
時宗（時衆）の語源は、「日常を臨命終「時」（臨終）と心得て、常に念仏を唱える故に「時」宗といわれる」とする説もあるが、時宗総本山の遊行寺のウェブサイトには念仏を中国から伝えた善導大師が時間ごとに交代して念仏する弟子たちを「時衆」と呼んだ事が起源である、と明記されている。
一遍は聖達より浄土宗西山義を学び、父である河野通広（如仏）は西山上人・証空に師事している。日本浄土教各宗派の中での位置付けは、法然の高弟である証空や聖達を大成者とする西山派を｢浄土宗の子｣とするならば、証空・聖達の門弟であった一遍の時宗は｢浄土宗の孫｣という立場になる。

## 歴史

### 中世
一遍亡き後、彼が率いた時衆は自然消滅した。それを再結成したのは、有力な門弟の他阿（他阿弥陀仏）である。他阿はバラバラであった時衆を統制するために信徒に対して僧である善知識を「仏の御使い」として絶対服従させる知識帰命の説を取り入れ、「時衆制誡」「道場制文」などを定め、『時衆過去帳』を作成して時衆の教団化、定住化を図っていった。それ以後、一遍と他阿の後継となる教団の指導者は他阿と同じ他阿弥陀仏を称して遊行上人と呼ばれ、諸国を遊行し、賦算（ふさん）と踊念仏を行った。

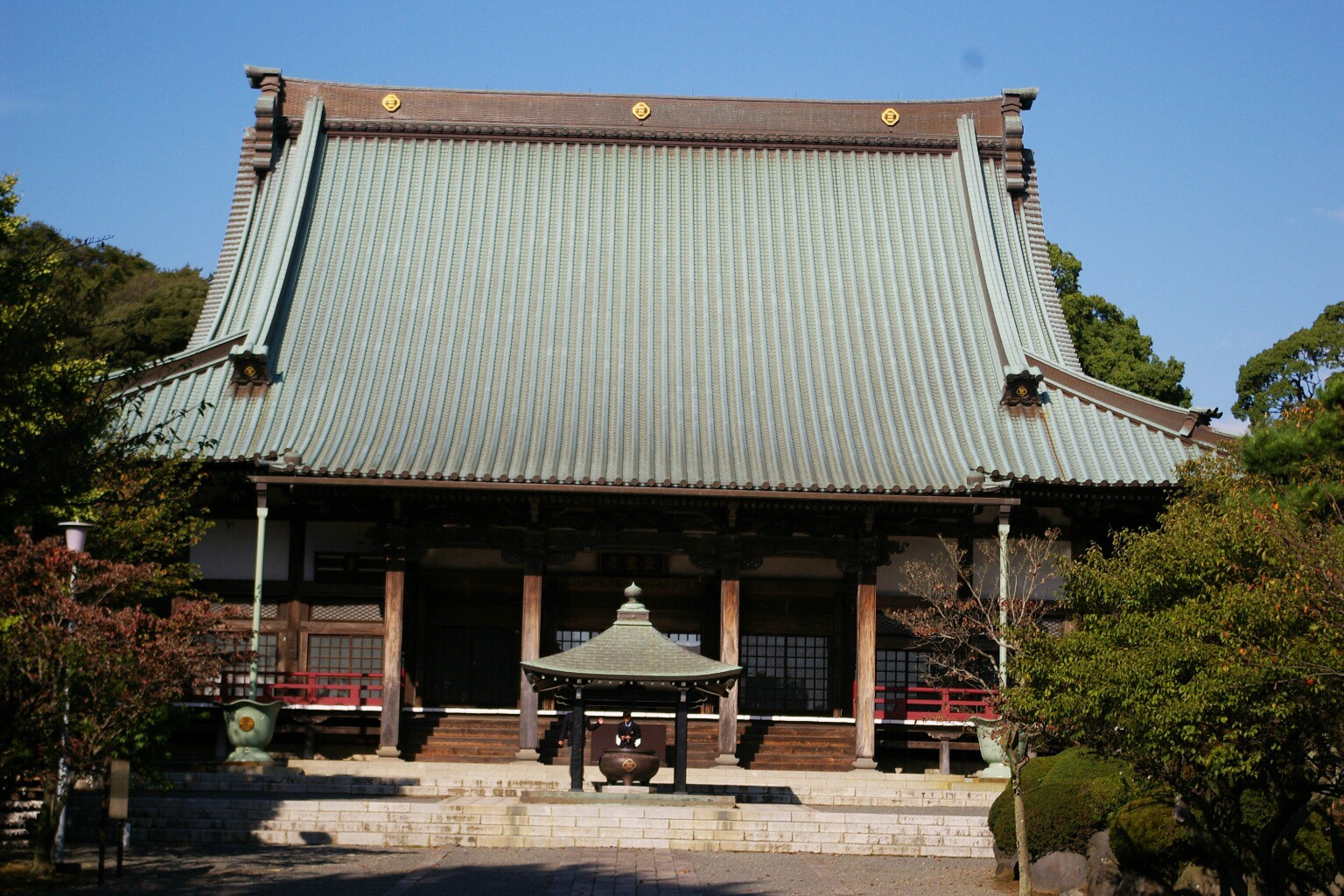
藤沢市清浄光寺本堂

三代目遊行上人智得が没すると、真光の当麻道場無量光寺と呑海の藤沢道場清浄光院（のちの清浄光寺）に教団は分裂し、やがて藤沢道場が優勢となった。室町時代中頃に猿楽師の観阿（観阿弥）、世阿（世阿弥）で知られる時衆系の法名を持つ者が見られ、同朋衆、仏師、作庭師として文化を担うなど全盛期を迎えたが、多数の念仏行者を率いて遊行を続けることは、様々な困難を伴った。教団が発展する中で、順調な遊行を行うために権力への接近が始まり、幕府や大名などの保護を得ることで大がかりな遊行が行われるようになると、庶民教化への熱意は失われ、時宗は浄土真宗や曹洞宗の布教活動によって侵食されることになった。

### 近世
江戸幕府の意向により、様々な念仏勧進聖が一遍の流派を中心とする「時宗」という単一の宗派に統合され、一向の流派などもその中の12の流派に位置付けられた（「時宗十二派」）。主流は藤沢道場清浄光寺および七条道場金光寺を本寺とする「遊行派」であった。一時期より衰退したとはいえ、幕藩体制下では、幕府の伝馬朱印状を後ろ盾とした官製の遊行が行われ、時宗寺院のない地域も含む全国津々浦々に、遊行上人が回国した。時宗が直接的に衰退したのは、明治の廃仏毀釈であると思われる。

### 近代
1871年（明治4年）、寺領上知令や祠堂金廃止令により、時宗寺院は窮地に陥る。さらに廃仏毀釈で時宗の金城湯池といわれた薩摩藩領や佐渡の時宗寺院が壊滅状態となった。1940年（昭和15年）、一遍上人に「証誠大師」号を贈られている。これに対し、太平洋戦争中は時宗報国会を組織し、満洲の奉天に遊行寺別院を設けるなど政府に協力した。1943年（昭和18年）、一向派が離脱し浄土宗に帰属した。

## 法式
戒名は法名と呼び、男は「阿弥陀仏」号、女は「一房」号ないし「仏房」号を附した。現在では男性は「阿」号、女性は「弌」（いち）号を用いる。一向派では性別問わず「阿」号、当麻派は男は「阿弥」号、女は「弌房」号である。

## 宗紋
折敷に三文字 - 宗内では「隅切り三」と呼ぶ。
一遍が出た伊予河野氏は代々大三島の大山祇神社を信奉し、これを奉祀する一族であるため、元来一族の家紋は、大山祇神社の神紋である｢折敷に揺れ三文字｣であった。しかし河野通信が源頼朝挙兵に呼応し、その軍功を讃えられて頼朝・北条時政に次ぐ三番目の席次を充てられた際に置かれた折敷に｢三｣と書かれていた事から、以後家紋の三文字を｢揺れ三文字｣から一般的な｢三文字｣に替えたという。
一遍は河野通信の孫となるので、宗紋は通信以来の｢折敷に三文字｣としている。
※ただし中の｢三｣の字は文字様ではなく、直線的な三本の線となっている。

## 教区
宗教法人時宗は、被包括法人である末寺の所在地によって26の教区に分けている。教区毎に宗務支所が置かれ、支所長が選ばれている。宗会議員の選挙区は全23区である。
- 第1教区…北海道・青森県・岩手県
- 第2教区…宮城県
- 第3教区…秋田県・山形県
- 第4教区…福島県
- 第5教区…新潟県
- 第6教区…群馬県・長野県
- 第7教区…栃木県
- 第8教区…茨城県北部
- 第9教区…茨城県南部
- 第10教区…千葉県
- 第11教区…東京都
- 第12教区…埼玉県
- 第13教区…神奈川県東部
- 第14教区…神奈川県西部
- 第15教区…山梨県
- 第16教区…静岡県東部
- 第17教区…静岡県西部
- 第18教区…愛知県・三重県・岐阜県
- 第19教区…滋賀県
- 第20教区…福井県・富山県・石川県
- 第21教区…京都府・奈良県
- 第22教区…大阪府・和歌山県
- 第23教区…兵庫県
- 第24教区…広島県・愛媛県・香川県
- 第25教区…島根県・鳥取県
- 第26教区…山口県・福岡県・大分県・宮崎県・熊本県・鹿児島県
  - なお岡山県、徳島県、高知県、佐賀県、長崎県、沖縄県には1か寺も存在しない。また青森県や大分県などのように、全県で1か寺しかない県も少なくない。
  - 対して広島県は鎌倉や京都などに次いで多くの時宗寺院がある（8か寺）。そのうち特に尾道市には6か寺も集中しており（明治時代までは尼寺や小庵も合わせると数十の寺院があった）、しかも「道場」と呼ばれた時衆の修行道場が3つもあった稀有な場所である。

## 関連文献
単行本
- 大橋俊雄『一遍と時宗教団』（教育社歴史新書、1978年）
- 禰宜田修然『時宗の寺々』（私家版、1980年）
- 金井清光『時衆教団の地方展開』（東京美術、1983年）

図録
- 時衆の美術と文芸展実行委員会編『時衆の美術と文芸』（東京美術、1995年）

雑誌
- 『時宗教学年報』（時宗教学研究所、1972年創刊、年1回刊行）
- 『時宗史研究』（時宗史研究会、1985年創刊、2号で休刊）

史料集
- 大橋俊雄編著『時宗末寺帳』時宗史料第二（時宗教学研究所、1965年）
- 時宗教学部編『時衆過去帳』（時宗教学部、1969年）
- 『時宗全書』1 - 2（芸林舎、1974年）
- 圭室文雄編『遊行日鑑』1 - 3（角川書店、1977年 - 1979年）
- 時宗宗典編纂委員会編『定本時宗宗典』上下（時宗宗務所、1979年）
- 藤沢市文書館編『藤沢山日鑑』1 - （藤沢市文書館、1983年 - 。現在刊行中、既刊24巻）

辞典
- 時宗教学研究所編『時宗辞典』（時宗宗務所教学部、1989年）

年表
- 望月華山編『時衆年表』（角川書店、1970年）